# AMX International
AMX International es una empresa conjunta creada por Aeritalia (46,5%), Embraer (29,7%) y Aermacchi (23,6%) para construir el cazabombardero AMX. La compañía tiene su sede principal en Roma.
Las compañías producen diferentes secciones del avión, tal como sigue:
- Aeritalia: sección central del fuselaje y la cola.
- Embraer: alas, tomas de aire, tren de aterrizaje y depósitos de combustible.
- Aermacchi: secciones de fuselaje delantera y trasera.

- Datos: Q2819282